# Tanjungori
Tanjungori is een bestuurslaag in het regentschap Gresik van de provincie Oost-Java, Indonesië. Tanjungori telt 3760 inwoners (volkstelling 2010).